# Бут (митология)
Бут в древногръцката митология е името на няколко персонажа:
1. син на Борей, тракиец; изгонен от по-големия си брат Ликург, той се заселил на остров Стронгил. При един празник на Дионис, той хванал една от участничките в него — Коронида и я принудил да се омъжи за него. Коронида се обърнала към Дионис с молба да се намеси. Бут полудял и се самоубил (Диодор Сикул 5, 50)
2. атинский герой, син Пандион и Зевксипа, брат на Ерехфей, съпруг на Хтония, атински жрец. Митът го представя като войн и аргонавт. Като аргонавт, той е наричан обикновено син на Телеон и Зевксипа. Атинският аргонавт се бърка със
3. сицилианския Бут, който бил любим на Афродита. Афродита имала от него син Ерикс, както и от Анхис — Еней, когото поетите постоянно наричат негов брат. Диодор Сикул (4, 83) го нарича цар на Сицилия. Отъждествявайки го с аргонавтите, митът казва, че когато те минали покрай сирените, Бут се прехласнал по песните им и скочил в морето, но Афродита го спасила и пренесла в Лилибей, където родила от него Ерикс. (Аполодор 1, 9, 25. Apoll. Rhod. 4, 913)
4. баща на Поликаон. (Павзаний 4, 2, 1)
5. баща на Хиподамея, жены Пейрифоя. (Диодор Сикул 4, 70)
6. син Палас, атинянин (Овидий, „Метаморфози“ 7, 500)
7. владетел на остров Родос. (Диодор Сикул 5, 59)
8. двама троянци, спътници на Еней (Вергилий A. 9, 646. 11, 691.)